# دستور داراب کومانا
«دستور داراب کومانا»(:dastur Darab komana)(۱) را باید در زمرهٔ نام‌آورترین دینورزان زرتشتی در تاریخ زرتشتیان به‌شمار آورد. اما این نام‌آوری بیش از آنکه تابع دانش وی باشد، از جایگاه ویژهٔ ایشان در تاریخ منشاء می‌گیرد. جایگاه شخصیت تاریخی دستور داراب‌جی کومانا از دو جنبه دارای ارزش است. نخست به‌عنوان شاگرد «دستور جاماسپ ولایتی» و دیگر در جایگاه استادی خاورشناس پیشرو «آنکتیل دوپرون»(۲). در حقیقت وجود دستور داراب‌جی کومانا، پلی را می‌ماند که میان دو تحول بزرگ در پیشینهٔ پژوهش‌های دین و فرهنگ زرتشتی قرار گرفته‌است. شخصیت تاریخی دستور داراب سرآغازی است از انتقال عینی بن‌مایه‌های دین و مذهب زرتشتی به جوامع آکادمیک غیر آسیایی...
باید دانست که تا سدهٔ هیجدهم میلادی خاورشناسان و پژوهشگران اروپایی(و البته خود ما ایرانیان) از اشوزرتشت و دین آن وخشور بزرگ آگاهی ناچیزی داشتند که آن دانسته‌ها خود نیز مبهم و آشفته بود. بعضی از سر ناآگاهی آن وخشور را از ساحران و شمنهای میان‌رودان(بین النهرین) می‌پنداشتند و برخی دیگر که دستی در فلسفه داشتند، گمان می‌کردند که اشوزرتشت به‌طور مستقیم استاد فیثاغورث و افلاتون بوده‌است.
زمانی دینورزان مسیحی به‌ویِژه اربابان کلیسای پروتستان بسیار کوشیدند تا اشوزرتشت را شاگرد انبیاء بنی‌اسرائیل مانند عزرا، دانیال و الیاس معرفی کنند و از این طریق نام و آموزه‌های آن وخشور را به نفع کلیسای بحران زدهٔ پس از قرون وسطی، ضبط کنند. آنگاه که در برابر پژوهش‌های خاورشناسان سدهٔ نوزدهم تیرشان به سنگ خورد، کوشیدند تا اشوزرتشت را نه شاگرد بلکه یکی از خود انبیا یهود چون موسی، ابراهیم، خزقیال، نمرود، شیت و بلعام معرفی کنند و البته در این راه خامه‌فرسایی‌های بسیاری کردند و حتا آن وخشور را ابراهیم زرتشت خواندند و یهودی زاده‌اش انگاشتند.
اما به‌زودی در این راه نیز ناکام ماندند و در نهایت چون پاک‌باختگان به انکار حقیقت تاریخی آن وخشور روی آوردند و گفتند که او شخصیتی افسانه‌ای بوده که تنها یادی از او مانده و آن هم در معرض نابودی است و آیین منتسب به او هم بر افتاده است!! تنور این گزافه‌گویی‌ها و یاوه‌بافی‌های از سال‌های آغازین سدهٔ بیستم میلادی به این‌سو، به‌کلی از گرمی افتاد و سخنان بی‌پایهٔ ایشان دیگر خریداری پیدا نکرد...
یک سوی تحولات زندگی دستور داراب کومانا که دورهٔ جوانی ایشان است، هم‌زمان با هنگامهٔ ورود دستور جاماسپ ولایتی به هند و مشاهدهٔ آشفتگی‌های مذهبی هازمان(:جامعه) پارسیان هند است. دستور جاماسب ولایتی بهترین راه ترمیم چالش‌های مذهبی و لغزش‌های فکری هازمان پارسیان را در آموزش و بالابرد آگاهی‌های مذهبی ایشان می‌بیند. به همین منظور تصمیم می‌گیرد تا چندتن از موبدزادگان جوان و باهوش را زیر نظر خویش تربیت و نوزوت کند تا ایشان در آینده به اصلاح امور هازمان پارسیان همت گمارند. «دستور داراب کومانا» مقیم بندر سورت، یکی از آن افرادی(:سه تن) بود که زیر نظر دستور دانشمند، جاماسپ ولایتی آموزش دید و عالم به حقیقت‌های کیش مزدیسنی شد.
سوی دیگر تحولات زندگی دستور داراب کومانا نزدیک به چهل سال بعد، آنگاه که روزگار از وی دستوری جهان‌دیده و دانشمندی خبره ساخته است، روی می‌دهد. این تحول مهم، تصمیم تاریخی دستور داراب کومانا مبنی بر پذیرفتن آنکتیل دوپرون به شاگردی خویش است. تصمیمی که آغازگر یک تحول شگرف در تاریخ پژوهش‌های دین زرتشتی می‌شود. اصالت متون دینی موجود در نزد دستور داراب کومانا که بنا به گواهی آنکتیل دوپرون، برخی به‌خط خود دستور جاماسپ ولایتی نوشته شده بودند(:مانند یک نسخهٔ پهلوی از وندیداد) و برخی دیگر رونوشت‌های مستقیم خود دستور داراب از کتاب‌های دستور جاماسب ولایتی بوده، غنا و ارزش والای گنجینه‌ای که آنکتیل دوپرون به آن دسترسی داشته، بیش از پیش عیان می‌سازد.
با توجه به آن‌که دستوران در آن زمان نسک دینی را حتی به بهدینان هم زیاد نشان نمی‌دادند[چه رسد به غریبه‌ها]، این یک موقعیت استثنایی برای آنکتیل دوپرون بود که با پیشوایی دوراندیش و آزادمنش چون دستور داراب کومانا برخورد کرد.
ورود آنکتیل دوپرون به بندر سورت مصادف است با بروز دورهٔ اختلافات پارسیان هند بر سر گاه‌نامه بود و این کشمکش‌ها کار را برای وی سخت‌تر کرد. اما کوشش‌های وی در مجاب کردن دستور داراب کومانا را نباید خاطر از برد.
آنکتیل دوپرون حوادث آن روز بااهمیت را با وسواس فراوان در خاطراتش آورده‌است: « ۱۴ مارس ۱۷۵۹م دستور داراب کومانا و شاگرد ایشان هیربد کاووس پذیرفتند که مرا تعلیم دهند». در هنگامی که آنکتیل دوپرون به فراگیری و نسخه‌برداری از نسک مزدیسنا مشغول بود، از تنگدستی چون زاهدان می‌زیست. در این مدت در کنار نسک اوستا و پهلوی، رونوشت و یاداشت‌هایی هم از شاهنامهٔ فردوسی برمی‌داشت(۳).
آنکتیل هر روز صبح به نزد دستور داراب می‌رفت و در محضر وی به فراگرفتن خط و زبان پهلوی می‌پرداخت، بعد از ظهرها اوقات وی به پاکنویس کردن آنچه آموخته و نوشته بود و سپس حاضر کردن درس روز بعد می‌گذشت. این روند علی‌رغم نگاه مثبت دستور داراب به کار وی، برای آنکتیل دورانی سخت همراه با تنگدستی شدید است. با این زندگی ساده و منتهای امساک به بقال و نانوا چنان بدهکار شد که نمایندهٔ فرانسه در سورت رسما" اعلام کرد کسی به او نسیه نفروشد. خوشبختانه در این میان یک دلال هلندی از او دستگیری کرد و به او وکارهای او رغبتی نشان داد.
آنکتیل دوپرون به مدت دو سال در نزد دستور داراب کومانا سرگرم به کار آموزش و نسخه برداری از نسک اوستا و زند بود. آنکتیل در این مدت ۱۲۰کتاب مشتمل بر ۲۵۰۰ رویه را به‌دست خویش رونوشت کرد، سپس این رونوشت‌ها را برای پژوهش‌های بیشتر با خود به اروپا برد(۴). او می‌خواست در بازگشت به فرانسه از ایران بگذرد تا با زرتشتیان ایران نیز از نزدیک آشنا شود. اما آشوب و آشفتگی در ایران مانع سفر او شد.
آنکتیل دوپرون در دستنویس‌های خویش از دستور داراب کومانا همواره به نیکی یادکرده، خود را مدیون گشاده‌رویی و سخاوت‌های استادش دستور داراب کومانا می‌داند(۵). درود بر دستور جاماسپ ولایتی، درود بر دستور داراب کومانا و درود بر آنکتیل دوپرون که باعث آغاز و ریشه گرفتن چنین جنبش شگرفی در شناخت آموزه‌های مینوی اشوزرتشت و جهان‌بینی مزدیسنی در سده‌های اخیر شدند. ائیتره په ایتنام اشونام فره وشیم یزمیده (:بر روان پاک همهٔ آموزگاران پارسا درود باد).
منابع:
سایت هفته نامه امرداد